# Dante Corneli
Dante Corneli (Tivoli, 6 maggio 1900 – Tivoli, 10 settembre 1990) è stato uno scrittore e antifascista italiano.
Comunista antistalinista, per molto tempo fu perseguitato sia dal fascismo che dallo stalinismo. Recluso in un gulag per dieci anni, è stato il più importante testimone italiano del sistema repressivo stalinista.

## Biografia

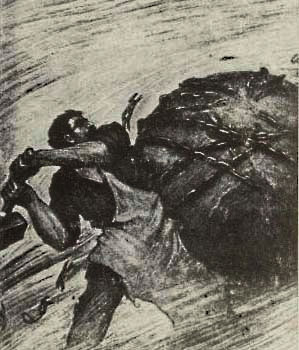
Prima tessera del Partito Comunista d'Italia (1921)

Dante Corneli nasce nel 1900 a Tivoli, nell'odierna città metropolitana di Roma. Per le necessità economiche della famiglia inizia a lavorare a dieci anni e in un incidente di lavoro subisce l'amputazione di due dita della mano; si dedica all'attività sindacale iscrivendosi nel 1919 al PSI. Partecipa alle agitazioni del "biennio rosso" e, dopo il congresso di Livorno del 1921, passa al Partito Comunista Italiano nato dalla scissione dei socialisti. Nello stesso anno diventa segretario della Camera del lavoro di Tivoli.
È costretto alla fuga in URSS nel 1922, dopo aver ferito a morte con una revolverata, il 22 aprile, il segretario dei fascisti di Tivoli, Guglielmo Veroli. Per questa vicenda viene condannato nel 1924 a vent'anni di reclusione, ma non sconterà mai la pena.
Dopo diverse peregrinazioni, arriva a Pietrogrado e s'inserisce negli ambienti dell'emigrazione antifascista italiana. Nel 1925 sposa una giovane sovietica di nome Lidia, ma finirà per divorziare alcuni anni dopo. Impiegato in una fabbrica a Rostov sul Don, si oppone a Stalin ed aderisce al gruppo di Trotsky, Zinov'ev e Kamenev.
Con l'arresto di Trockij e la sconfitta dell'opposizione interna bolscevica, viene emarginato dal Partito Comunista dell'Unione Sovietica, cui si era iscritto, ma nel 1929 fa autocritica e viene reintegrato. Nel 1932 si trasferisce a Mosca, dove lavora in una fabbrica di cuscinetti a sfera costruita dalla RIV, appartenente al gruppo Fiat. Si risposa con un'altra donna russa, Lena, dalla quale ha un figlio, Leonida. Quando prende il via il grande terrore, il suo passato e l'autocritica non seguita da una chiara dimostrazione di fedeltà a Stalin, nonché i suoi trascorsi di trotskista, lo portano all'arresto, eseguito dall'NKVD nel giugno 1936, e all'internamento nel campo di Vorkuta, situato oltre il circolo polare artico, nella Russia europea.
Grazie alla sua capacità di lavoro, dovuta all'ingegnosità nel risolvere problemi pratici, nonché grazie ai buoni rapporti con i detenuti che erano destinatari delle sue "invenzioni", capaci di alleggerire, sia pure minimamente, la dura fatica dei compagni, Corneli riesce a sopravvivere, benché, a causa della guerra, trascorra dieci anni ai lavori forzati, invece dei cinque cui era stato condannato. Lo favorisce anche la mutilazione alla mano, che lo rende inabile ai lavori più pesanti. Liberato nel novembre 1946, viene tenuto al confino e solo nel 1948 può tornare dalla moglie e dal figlio, nato poco prima dell'arresto. Nel 1949 è  di nuovo fermato ed inviato al soggiorno obbligato con la famiglia a Igarka, stavolta in Siberia ma sempre nell'estremo nord.  Solo nel 1960 riesce a stabilirsi, sempre con la famiglia (cui si sono aggiunte le due figlie, Nadia e Nina), in Ucraina, e infine nel 1965 e nel 1967 può tornare in Italia dove ha contatti con il dirigente comunista Umberto Terracini che lo aiuta a ottenere il visto per un breve rientro nel paese di origine.

Palmiro Togliatti e Pietro Secchia (a destra)

Nel 1970, senza il permesso delle autorità sovietiche, si stabilisce definitivamente in Italia e riprende la cittadinanza italiana mentre la famiglia rimane in URSS subendo le conseguenze della scelta del congiunto. Dante Corneli, comunque, non cede ai ricatti e resta per denunciare le persecuzioni di Stalin contro i comunisti che non si erano allineati alla sua strategia. Scrive le sue memorie di denuncia dello stalinismo ma non trova un editore disposto a pubblicarle: si rivolge inutilmente nel 1970 a Rizzoli e Mondadori, nel 1973 a Rusconi. È quindi costretto a pubblicare in proprio i suoi opuscoli di ricordi, finché, grazie all'aiuto di Terracini, nel febbraio del 1977 può far uscire il libro Il redivivo tiburtino presso la casa editrice La Pietra, collegata a Pietro Secchia. Deluso da quella pubblicazione (che ebbe tuttavia tre edizioni) per i tagli e le censure del testo, riprende a pubblicare i suoi scritti in proprio, concentrandosi sulle vicende dell'emigrazione antifascista in Urss e denunciando la tragedia degli italiani vittime dello stalinismo. Rivolge pesanti accuse al gruppo dirigente del Pci (in particolare a Palmiro Togliatti, Paolo Robotti, Antonio Roasio e Vittorio Vidali) per la sua complicità con Stalin. Oltre ai testi citati, Corneli è autore anche di libretti sulle tradizioni popolari di Tivoli e sulla storia della sinistra di quella città.
Il periodo in cui vengono rese pubbliche le memorie di Corneli coincide con quello del compromesso storico e non c'è interesse, né da parte del PCI e neppure della DC, a diffondere le denunce del Redivivo tiburtino. Tuttavia il libro viene recensito su L'Espresso da Leo Valiani, e nel gennaio 1983 Enzo Biagi invita Corneli in televisione per un confronto con Antonio Roasio. In questo periodo sono ancora forti i gruppi antistalinisti della sinistra comunista, sviluppatisi coi movimenti studenteschi: le testimonianze di Corneli avrebbero portato acqua al loro mulino, ma solo alcuni esponenti della nuova sinistra, tra cui Marcello Braccini e Roberto Massari, vi prestano attenzione. Solo anni dopo, con le vicende legate alla dissoluzione dell'URSS e la caduta del muro di Berlino e, grazie all'accesso agli archivi riservati russi e tedeschi, Il redivivo tiburtino sarà rivalutato.
Nel 1990, a novant'anni, Corneli muore nella città natale, senza avere avuto la soddisfazione di verificare quanto le sue critiche, quelle di un sincero militante del movimento operaio, avessero giovato alla sinistra italiana e rinforzato le posizioni critiche verso lo stalinismo e la linea politica del PCI.

## Opere
- La fine di Arnaldo Parmegiani sindaco di Tivoli nel primo dopoguerra. Tip. Ripoli, Tivoli, 1972.
- Palazzo S. Bernardino (prima della guerra 1914-1918). Tip. Ripoli, Tivoli, 1972.
- Il movimento operaio tiburtino del primo dopoguerra, 1914-1918. Tip. Ripoli, Tivoli, s.d.
- Lotte, conquiste, illusioni, errori: dopoguerra, 1919-1922. Edito in proprio, Tivoli, s.d.
- Vocabolario del dialetto tiburtino s.l. s.d.
- 50 anni in Russia. Edito in proprio, Tivoli, 1975.
- Stalin visto da una sua vittima italiana. Edito in proprio, Tivoli, s.d.
- L'annientamento della vecchia guardia bolscevica. Tip. Ripoli, Tivoli, 1975.
- Vorkuta: un mondo esecrato da Dio e dagli uomini. Edito in proprio, Tivoli, 1975.
- Lettere dalla Tivoli amena e ardente: racconti storielle bozzetti e soprannomi tiburtini. Tip. Ripoli, Tivoli, 1976.
- Il redivivo tiburtino. Casa editrice La Pietra, Milano, 1977.
- Lo stalinismo in Italia e nell'emigrazione antifascista (Il PCI, Bordiga, Gramsci, Terracini, Togliatti) s.d., Tip. Ferrante, Tivoli
- Amare verità sulla guerra civile spagnola. Tip. Ferrante, Tivoli, agosto 1979.
- Rappresentanti del Comintern, dirigenti e funzionari. Persecutori e vittime.  Tip. Ferrante. Tivoli, novembre 1979.
- Il dramma dell'emigrazione italiana in Unione Sovietica. Tip. Ferrante, Tivoli, 1980.
- Elenco delle vittime italiane dello stalinismo (dalla lettera A alla L). Tip. Ferrante, Tivoli, 1981.
- Elenco delle vittime italiane dello stalinismo (dalla lettera M alla Z). Tip. Ferrante, Tivoli, 1982.
- Due lettere aperte del "redivivo tiburtino" agli ex senatori comunisti Vittorio Vidali e Antonio Roasio. Tip. Flomar, Villanova di Guidonia, 1983.
- Ricordi sulla rivoluzione russa (Libro Primo) Tip. Mancini, Villanova di Guidonia, 1984.
- La malattia di Lenin e la tremenda lotta alla successione (Libro Secondo) Tip.Mancini, Villanova di Guidonia, 1986.
- Vivere in U.R.S.S. (1922-1970): frammenti e ricordi. Tip. Mancini, Villanova di Guidonia, 1989.
- Il redivivo tiburtino. Un operaio italiano nei lager di Stalin. Nuova edizione a cura di Antonio Carioti, con in appendice note e lettere di Corneli, Terracini e Braccini. Liberal Libri, Firenze, 2000.